# Jean Pons Viennet

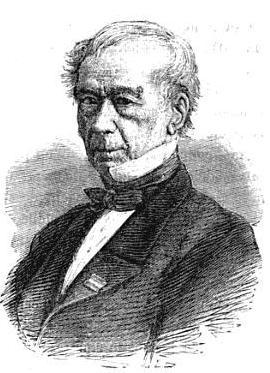
Jean Pons Viennet

Jean Pons Guillaume Viennet (* 18. November 1777 in Béziers, Département Hérault; † 10. Juli 1868 in Le Val-Saint-Germain, Département Essonne) war ein französischer Soldat, Politiker und Schriftsteller.

## Leben
Viennet war der Sohn von Jacques Joseph Viennet, der spätere Priester Louis Esprit Viennet war sein Bruder.
Viennet machte Karriere als Soldat und brachte es bis zum Offizier im Generalstab von Napoléon Bonaparte. Durch die Veröffentlichung seiner Satire Épître aux chiffonniers verspielte Viennet seine militärische Karriere und verließ die Armee.
Viennet zog sich nach Südfrankreich zurück, wo ein Verwandter, Joseph Barthélémy Viennet, im Sommer 1828 das Château de Raissac erworben hatte. Politisch interessiert vertrat er seine Heimat als Abgeordneter, daneben veröffentlichte er in rascher Folge seine Werke.
Als Nachfolger von Louis-Philippe de Ségur machte die Académie française 1830 Viennet zu ihrem Mitglied (Fauteuil 22); den Höhepunkt seiner politischen Karriere erreichte er 1839 mit seiner Ernennung zum Pair von Frankreich.
Viennet war Mitglied der von Pierre Augustin Caron de Beaumarchais 1777 gegründeten Société des auteurs et compositeurs dramatiques und wurde zwischen 1841 und 1843 deren Präsident. Von Charles-Guillaume Étienne in diesem Amt abgelöst, folgte er jenem 1845 wieder auf diesem Posten. 1847 wurde Pierre-Antoine Lebrun Viennets Nachfolger und nach Victor Hugo übernahm 1849/52 Viennet ein letztes Mal dieses Amt.
Im Alter von über 90 Jahren starb Jean Pons Viennet am 10. Juli 1868.
Viennets literarisches Schaffen spannt den Bogen von Satiren und Heldengedichten, in denen damalige Helden (Napoleon) besungen werden bis hin zu Tragödien im klassischen Stil, in denen er den antiken Helden (Alexander der Große u. a.) huldigte. Mehr als seine Theaterstücke – die meistenteils am Théatre français (Paris) ihre Premiere hatten – wurden vom Publikum seine historischen Romane und seine Fabeln gelobt.

## Werke
- Épître aux chiffonniers (1827)
- Épîtres et satires (1845)
- Fables (1865)
- L'Austerlide suivi de „la mort de Henri le Grand“. Nicolle, Paris 1808.
- Marengo
- Le siège de Damas. Poème en 5 chants. Dupont & Roret, Paris 1825.
- La Philippide. Edition Dupont, Paris 1828 (Gedicht über Philippe Auguste)
- La Franciade. Poème en 10 chants. Paris 1863.
- Clovis. Tragédie en 5 actes. Paris 1820.
- Alexandre
- Achille (1813)
- Promenades philosophiques au Père-Lachaise (1824, 2. Aufl. 1855)
- La tour de Montlhéry. Histoire du XII. siècle Paris 1833 (2 Bde.).
- Engelsburg. Roman aus dem 15. Jahrhundert („Le château Saint-Ange“). Hornmeyer, Braunschweig 1833 (3 Bde.).
- Histoire de la puissance pontificale. Paris 1866 (2 Bde.).
- Histoire des guerres de la révolution. Paris 1827.